# Sin movimientos bruscos
Sin movimientos bruscos (No Sudden Move, en el original en inglés) es una película de suspenso y crimen estadounidense de 2021 dirigida por Steven Soderbergh, producida por Casey Silver y escrita por Ed Solomon. El largometraje cuenta con un elenco que incluye a Don Cheadle, Benicio del Toro, David Harbour, Jon Hamm, Amy Seimetz, Brendan Fraser, Kieran Culkin, Noah Jupe, Craig muMs Grant (en su última aparición), Julia Fox, Frankie Shaw, Ray Liotta. y Bill Duque.
Sin movimientos bruscos tuvo su estreno mundial en el Festival de Cine de Tribeca el 18 de junio de 2021 y fue estrenado en los Estados Unidos el 1 de julio de 2021 por HBO Max. La película recibió reseñas positivas de los críticos con elogios por la dirección de Soderbergh y las actuaciones del elenco.

## Trama
En 1954 , Detroit, Míchigan, el gánster Curt Goynes, que necesita dinero en efectivo para abandonar la ciudad, es reclutado para amenazar a una familia como parte de un plan de chantaje, junto con los gánsteres Ronald Russo y Charley. El reclutador, Doug Jones, los envía a la casa del contador de GM Matt Wertz, donde mantendrán a la familia como rehenes mientras envían a Wertz a la oficina donde trabaja, para recuperar un documento de la caja fuerte de su jefe. Al encontrarlo vacío, Wertz desesperado le lleva documentos falsos a Jones y luego regresa a casa, donde Charley se prepara para ejecutar a toda la familia, para sorpresa de Goynes y Russo. Al no querer ser parte de una masacre, Goynes dispara y mata a Charley.
Jones llama a la casa y descubre que los documentos son falsos. Le ordena a Goynes que mate a Russo y a la familia, y Goynes se da cuenta de que a él y a Russo les han tendido una trampa. Antes de irse, Goynes le ordena a la familia que le diga a la policía que Charley irrumpió en su casa y que Wertz mató a Charley en defensa propia. El detective de policía, Joe Finney, se muestra escéptico ante la historia de la familia. Una vez que la policía se va, Goynes, Russo y Wertz van a la casa del jefe de Wertz en Ohio y recuperan el documento real, que resulta ser un plano para una nueva pieza de automóvil. Goynes y Russo descubren que tienen una gran recompensa por sus cabezas y hacen planes para determinar el valor del documento concertando una reunión con Frank Capelli, el hombre con cuya esposa Russo está teniendo una aventura y quién es el líder de la mafia que concibió el plan de chantaje. Mientras tanto, Goynes hace más arreglos con el líder de la mafia Aldrick Watkins, con quien ha estado al margen, para aclarar su situación dándole a Watkins parte del pago final.
Goynes y Russo se reúnen con Capelli. Goynes deduce que el valor del documento supera ampliamente la cantidad que consideraban que valía. Jones llega y apunta con un arma, lo que demuestra que él y Capelli han estado planeando volverse contra Goynes y Russo. En el tiroteo resultante, Jones muere. Capelli huye, sólo para ser atrapado por Goynes y Russo, quienes extraen el nombre de su contacto: Naismith, un ejecutivo de Studebaker. Goynes llama a Naismith y organiza venderle el documento por 125.000 dólares. Capelli escapa, pero cuando regresa a casa, su maltratada esposa Vanessa le dispara y lo mata, y luego se marcha con una maleta llena de dinero en efectivo. Buscando un día de pago mayor, Goynes y Russo regresan a la casa del jefe de Wertz y le hacen llamar a su contacto más arriba en la cadena de mando, el arrogante ejecutivo de la asociación de fabricantes de automóviles, Mike Lowen. Goynes y Russo se encuentran con Lowen en un hotel del centro, donde les paga 375.000 dólares para devolver el documento. Se revela que hay planes para un convertidor catalítico. Lowen está tratando de ocultar su existencia al público para evitar la presión del gobierno sobre las compañías automotrices para que implementen controles de contaminación.
Después de que Lowen se va, Goynes y Russo dividen el dinero, pero son interrumpidos por el socio de Goynes, el líder de la mafia Watkins, y sus hombres, quienes ya recuperaron los 125.000 dólares de Naismith. Inicialmente parece que Goynes y Watkins se han unido para traicionar a Russo, pero los hombres de Watkins se llevan a Goynes a punta de pistola. A Russo se le permite irse con los 375.000 dólares. Cuando Watkins y sus hombres salen del hotel, el detective Finney y sus policías los detienen; Watkins soborna al detective con 50.000 dólares del dinero de Naismith para que les permita irse con Goynes, diciendo que "se ocuparán de Goynes". Russo huye de la ciudad con Vanessa, pero cuando abandonan la carretera principal para evitar a un aparente perseguidor, ella mata a Russo y reclama el dinero para ella. Pronto un policía la detiene, toma los 375.000 dólares y los 31.000 de ella y luego le permite irse. El detective Finney, después de recuperar los 406.000 dólares del policía, se los devuelve en privado a Lowen, junto con el soborno de 50.000 dólares de Watkins. Watkins lleva a Goynes a un muelle, pero en lugar de "cuidarlo", se reconcilia con él. Le ofrece a Goynes una parte del dinero restante de Naismith, pero Goynes sólo quiere los 5.000 dólares que se habían acordado originalmente y se le permite irse a Kansas City.

## Elenco
- Don Cheadle como Curt Goynes
- Benicio del Toro como Ronald Russo
- David Harbour como Matt Wertz
- Ray Liotta como Frank Capelli
- Jon Hamm como Joe Finney
- Amy Seimetz como Mary Wertz
- Brendan Fraser como Doug Jones
- Kieran Culkin como Charley
- Noah Jupe como Matthew Wertz Jr.
- Craig muMs Grant como Jimmy
- Julia Fox como Vanessa Capelli
- Frankie Shaw como Paula Cole
- Bill Duke como Aldrick Watkins

Matt Damon hace un cameo no acreditado como Mike Lowen.

## Producción
En noviembre de 2019 se anunció que Steven Soderbergh dirigiría la película, entonces titulada Kill Switch, con Josh Brolin, Don Cheadle, Sebastian Stan y John Cena en consideración para protagonizar.   En marzo de 2020, Jon Hamm y Cedric the Entertainer entablaron negociaciones, y Brolin las abandonó.  En mayo de 2020, se anunció que Cheadle, Stan y Hamm estaban confirmados, con Benicio del Toro, Ray Liotta, Amy Seimetz, Frankie Shaw y George Clooney uniéndose al elenco. 
El rodaje debía comenzar el 1 de abril de 2020, pero se retrasó como consecuencia de la pandemia de COVID-19. Soderbergh dijo que esperaba reiniciar en septiembre.  La película fue retitulada Sin movimientos bruscos y comenzó a filmarse en Detroit el 28 de septiembre, con David Harbour, Brendan Fraser, Kieran Culkin, Noah Jupe, Bill Duke y Julia Fox uniéndose al elenco, mientras que los actores Stan, Cena y Clooney se retiraron debido a la producción. retrasos.  En octubre, Matt Damon se incorporó al elenco en un cameo.  La producción concluyó el 12 de noviembre 
La película se rodó con cámaras Red Digital Cinema Monstro y lentes anamórficos Kowa. 

## Estreno
Sin movimientos bruscos tuvo su estreno mundial en el Festival de Cine de Tribeca el 18 de junio de 2021.  Fue lanzado en HBO Max el 1 de julio de 2021.  Según Samba TV, la película fue vista por 567.000 hogares durante sus primeros cuatro días. 

## Recepción
En el sitio web del agregador de reseñas Rotten Tomatoes, la película reporta un índice de aprobación del 92% basado en 140 reseñas con una calificación promedio de 7.8/10. El consenso de los críticos del sitio dice: "Si bien puede que no esté a la par con sus mejores travesuras criminales, Sin movimientos bruscos encuentra a Soderbergh en un terreno entretenidamente familiar y aprovechando al máximo un elenco excelente".  Según Metacritic, que asignó una puntuación promedio ponderada de 76 sobre 100 basada en 38 críticas, la película recibió "críticas generalmente favorables". 
Richard Roeper de Chicago Sun-Times le dio a la película 3,5 de 4 estrellas y escribió: "Otro capítulo instantáneamente inmersivo, ricamente estratificado y bellamente filmado en una de las carreras de dirección más impresionantes de nuestro tiempo".  Escribiendo para The AV Club, Mike D'Angelo le dio a la película una calificación de "B+", calificándola de "nueva y retorcida travesura" y dijo: "Las películas rutinariamente colocan a los personajes en situaciones desesperadas, de vida o muerte, pero rara vez lo hacen". los vemos comportarse de una manera genuinamente desesperada. Sin movimientos bruscos, un drama criminal de época escrito por Ed Solomon y dirigido por Steven Soderbergh, corrige este descuido de una manera que es al mismo tiempo hilarante y angustiosa". 